# Параскив, Сорин
Сорин Иоан Параскив (рум. Sorin Ioan Paraschiv; 17 июня 1981, Александрия, Румыния) — румынский футболист, полузащитник.

## Биография

### Клубная карьера
С 1992 года по 1999 год занимался в академии бухарестского «Стяуа», после подписал профессиональный контракт с командой. В чемпионате Румынии дебютировал 10 мая 2000 года в выездном матче против «Экстенсива» из Крайовы (0:3). Вместе с командой трижды выигрывал чемпионат Румынии в сезонах 2000/01, 2004/05 и 2005/06 и дважды Суперкубок Румынии в 2001 и 2006. В чемпионате Румынии Параскив сыграл за «Стяуа» 168 матчей и забил 12 мячей. В еврокубках Сорин сыграл 34 матча и забил 3 гола. В мае 2006 года Параскивом интересовалось киевское «Динамо».
В июле 2007 года перешёл в итальянский клуб «Римини», подписав четырёхлетний контракт. Клуб за него заплатил 500 тысяч евро. В команде в Серии B провёл 49 матчей и забил 3 гола.
Летом 2009 года вернулся на родину, подписав соглашение с клубом «Униря». В чемпионате Румынии за «Унирю» провёл 28 матчей. В еврокубках сыграл 5 матчей за клуб. Вместе с командой стал серебряным призёром чемпионата Румынии 2009/10 и сыграл в матче за Суперкубок Румынии 2010 в котором «Униря» уступила «Клужу» (основное время 2:2, по пенальти 2:0). После того как «Униря» уступила российскому «Зениту» в квалификации Лиги чемпионов и хорватскому «Хайдуку» в квалификации Лиги Европы президент клуба решил распустить команду ввиду финансовых проблем и набрать молодых воспитанников клуба.
В начале сентября 2010 года Параскив вместе с Адрианом Няга перешёл в луцкую «Волынь». В Премьер-лиги Украины дебютировал 10 сентября 2010 года в домашнем матче против клуба «Севастополь» (1:0), Сорин начал матч в основе, но на 84 минуте был заменён на Сашу Стевича. В следующем матче чемпионата против мариупольского «Ильичёвца» (3:1), Параскив забил гол на 62 минуте в ворота Всеволода Романенко.

### Карьера в сборной
Выступал за юношескую сборную Румынии до 17 лет. В национальной сборной Румынии дебютировал 8 сентября 2004 года в выездном матче против Андорры (1:5), Параскив вышел на 75 минуте вместо Габриэля Карамарина. Всего за сборную провёл 4 матча, последний матч провёл в 2005 году, хотя вызывался в сборную и в 2006 году.

## Достижения
- Чемпион Румынии (3): 2000/01, 2004/05, 2005/06
- Серебряный призёр чемпионата Румынии (4): 2002/03, 2003/04, 2006/07, 2009/10
- Обладатель Суперкубка Румынии (2): 2001, 2006